# Via Sant'Agostino
Via Sant'Agostino è una strada urbana del centro di Firenze, situata in Oltrarno, che va da piazza Santo Spirito a via dei Serragli angolo via Santa Monaca (Canto alla Cuculia). Lungo il tracciato si innesta via Maffia. 

## Storia
La strada fu tracciata dove si estendeva l'orto del convento degli Agostiniani di Santo Spirito e di conseguenza fu intitolata al santo titolare dell'Ordine, Agostino d'Ippona (354-430). 
Anticamente, prima dell'inclusione di questa zona nelle mura, era qui aperta campagna, chiamata la Casellina (da un solitario casolare che vi si trovava) o della Cuculia (dal canto dei cuculi), e questa strada ebbe tra i primi nomi quello di via degli Allori, con riferimento al laurus. Lungo la strada corse la prima cerchia di mura d'Oltrarno (1172-1175, ma più probabilmente qui databili dopo il 1260) formata da una serrata di mura di case case, private di aperture verso l'esterno, e da una palizzata di recinzione, realizzata frettolosamente nel timore paura di un conflitto imminente con le truppe di Arrigo IV. L'allargamento della cinta, realizzato dal 1290 circa al 1333, mise a disposizione qui numerosi terreni edificabili.
Nel 2013 la strada è stata dotata di una nuova pavimentazione a lastrico, nell'ambito di un intervento di riqualificazione comprendente ugualmente via Mazzetta e la piazza di Santo Spirito, con realizzazione di cassonetti interrati e rifacimento delle reti idrica e gas.

## Descrizione
Si tratta di una strada attualmente molto animata, di carattere residenziale popolare (ma non mancano edifici di un certo rilevo architettonico), ugualmente segnata da numerose attività commerciali a carattere tradizionale. 

### Edifici
| Immagine | N°   | Nome                            | Descrizione |
| -------- | ---- | ------------------------------- | --- |
|          | 1    | Palazzo Lotteringhi Della Stufa | Augusto Garneri segnala al n. 1 della via il palazzo dei marchesi Della Stufa, sottolineando come questi possedessero un ritratto autentico di Michelangelo. Non è certo se il palazzo sia da identificare con quello oggi contrassegnato dallo stesso numero civico, e tuttavia si tratta di un bell'edificio cinquecentesco, di tre piani organizzati su quattro assi, con il terreno di inusitata altezza, così come il tempo richiedeva, sopravvissuto alle trasformazioni dei secoli successivi che hanno nella maggior parte dei casi aperto su queste ampie superfici le finestre di mezzanini. Sul limitare sinistro è un segnacolo in parte eroso, diviso in due quadrati, sui quali sono raffigurati gli emblemi del gonfalone della Sferza (sferza nera a cinque code posta a banda in campo bianco) e del gonfalone del Drago Verde (drago verde in campo rosso), a segnare il limite tra il rione di Santo Spirito (Sferza) e quello di San Frediano (Drago Verde), secondo la divisione della città in quartieri del 1343. Si tratta di una testimonianza "unica in tutta la città perché era l'unica divisione, quella fra questi due Gonfaloni, che passava fra le abitazioni, fino all'angolo di via della Chiesa con via de' Serragli, mentre tutti gli altri Gonfaloni erano delimitati dalle mezzerie delle strade. Tale divisione della piazza venne mantenuta anche dalla giurisdizione parrocchiale delle chiese di San Felice in Piazza e dell'antica S. Frediano". |
|          | 2-4  | Case degli Agostiniani          | Queste case, che proseguono lungo il lato ovest di piazza Santo Spirito, furono studiate da Gian Luigi Maffei, come dieci case a schiera di cui sette hanno interasse modulare di circa sei metri e presentano un prospetto a due finestre con un piano terra, un mezzanino ed altri due piani tra loro dimensionalmente paritetici. Ogni casa presenta una prima cellula esterna con funzione di atrio, una seconda con scala ortogonale al fronte e infine sul retro una loggia parzialmente occupata, nei piani superiori, dalla cucina e dal 'luogo comodo'. Le date di costruzione delle case sono da collocare tra il 1575 e il 1612: le prime furono edificate da privati a cui gli Agostiniani avevano concesso in enfiteusi il lotto edilizio, successivamente furono invece gli stessi padri a occuparsi di appaltare la costruzione delle abitazioni per poi affittarle ai privati. L'avvio delle prime edificazioni fu contemporaneo alla realizzazione del chiostro grande del convento di Santo Spirito che è opera documentata di Bartolomeo Ammannati, e Maffei ipotizza che allo stesso possa ricondursi l'intero piano edilizio e che, dopo alcuni anni, sia subentrato nella direzione dei lavori il suo allievo Alfonso Parigi. |
|          | 5    | Palazzo Panattoni               | L'edificio è presente nel repertorio di Bargellini e Guarnieri (1977) con solo una foto e una didascalia che lo indica come recentemente restaurato (il riferimento è evidentemente ai primi anni 1970). Si sviluppa su quattro piani per sei assi, con finestre allineate sulle cornici marcadavanzale. Al centro della facciata è uno scudo con arme non identificata e che comunque non è riconducibile alla famiglia Panattoni. Tuttavia con questa denominazioni l'immobile è ricordato anche da Angiolo Pucci nel suo repertorio redatto tra il secondo e il terzo decennio del Novecento: «Io lo ricordo perché in antico (il palazzo Panattoni) appartenne alla famiglia Del Riccio e perché al suo tempo il giardino che vi è annesso fu nel secolo XVII uno dei meritevoli di essere ricordato». Sulla facciata si trova anche una buchetta del vino tamponata. |
|          | 7    | Palazzina                       | Si tratta di una palazzina con il fronte organizzato su cinque piani per quattro assi, riconfigurata nell'Ottocento. Al terreno sono due portoni ad arco, su quello di sinistra è uno scudo con un'arme non identificata (partito al cervo saliente e alla banda cuneata con unicorno nel capo). |
|          | 8    | Ex-Bagno pubblico comunale      | La costruzione di un "Bagno Comunale nel Quartiere di Oltrarno", inteso come 'Bagno popolare d'aspersione' (cioè con docce), fu approvata con deliberazioni consiliari nel 1908, su una preesistente proprietà comunale (alla quale si aggiunsero alcune case limitrofe private espropriate nel 1909) e terminato nel 1911, previo collaudo dell'ingegnere Giovanni Bellincioni. Tra il 1982 e il 1983, data la notevole altezza dei locali, è stata effettuata una completa ristrutturazione interna dell'edificio che ha portato alla creazione ex novo di un piano primo e alla separazione definitiva dell'ala destra, anch'essa totalmente rimaneggiata per uso di un'associazione di pubblica assistenza: la Fratellanza Militare di Firenze. |
|          | 9    | Casa                            | Si tratta di una casa modesta, con il fronte organizzato su due assi, da segnalare per la presenza di un pietrino posto al terreno, sull'accesso segnato 16 rosso, che ne riconduceva un tempo la proprietà al monastero di San Niccolò di Cafaggio. |
|          | 15   | Casa                            | Si tratta di un edificio che determina uno dei cantoni con via Maffia, con il fronte principale su via Sant'Agostino dove presenta una scansione di tre piani su tre assi, con la porta di ingresso decentrata sulla sinistra, il tutto frutto di una riconfigurazione ottocentesca. Dal lato di via Maffia, dove non vi sono elementi architettonici significativi, è in prossimità dell'angolo una edicola moderna contenente un affresco centinato staccato, di mediocre fattura e di carattere cinque seicentesco, raffigurante la Madonna con il Bambino affiancata da san Giovannino e Sant'Agostino (in mediocri condizioni di conservazione nonostante la protezione offerta da un vetro). Precisa Giuseppe Carocci (1905): "E' lavoro del Navesi scolaro di Piero Dandini e fu fatto dipingere dai frati Agostiniani di S. Spirito sull'angolo del muro che cingeva l'orto del loro convento". |
|          | s.n. | Casa                            | Si tratta di un edificio a due piani di carattere moderno che si sviluppa essenzialmente lungo via Maffia ma che guarda con uno smusso di un asse su via Sant'Agostino. Qui è in alto un affaccio con balcone e in basso un tabernacolo con edicola architettonica, recante un affresco databile attorno all'anno 1700 con la raffigurazione della Madonna col Bambino, sant'Agostino, l'arcangelo Raffaele e Tobiolo, già attribuito a Cipriano Lensi e recentemente ricondotto all'attività del pittore fiorentino Niccolò Nannetti, in quegli anni attivo per il convento di Santo Spirito. |
|          | 14   | Palazzo                         | Si tratta di un edificio di impianto quattrocentesco che determina uno sprone tra via Sant'Agostino e via Maffia, il fronte principale originariamente sviluppato su tre piani su quattro assi. È stato ristrutturato e ampliato più volte nel corso del tempo, fino alla soprelevazione dell'ultimo piano riconducibile agli anni di Firenze Capitale (1865-1871). Fu restaurato nel 1965, quindi danneggiato dall'alluvione del 1966 e nuovamente restaurato nel 1968. Quest'ultimo intervento risulta tra quelli premiati dalla Fondazione Giulio Marchi nel 1969. |
|          | 19   | Collegio dei padri Scolopi      | Qui fu l'antico convento dei Barnabiti che, dopo la soppressione degli ordini religiosi nel 1783, fu destinato a usi secolari fino al 1838, quando fu acquistato dai Padri Scolopi di San Giovannino. Questi ultimi apportarono significative modifiche per aprirvi una scuola, che si aggiungeva ad altre tenute dai religiosi in città, come quella in via dei Martelli o quella in via San Niccolò. I lavori, condotti dall'architetto Leopoldo Pasqui, riguardarono, oltre alla sistemazione degli interni da rendere idonei alle necessità del collegio, la sistemazione della facciata. Cambiati più volte il nome e il tipo di scuola, essa venne definitivamente chiusa verso il 1985, dopo di che l'edificio accolse il Consiglio di Circoscrizione 3 quindi, dagli anni 1990, divenne ed è ancora oggi sede di varie associazioni con finalità sociali. |
|          | s.n. | San Carlo dei Barnabiti         | L'edificio fu costruito da Gherardo Silvani nel 1636 per l'ordine dei Barnabiti o Chierici regolari di San Paolo, che già dal 1627 qui tenevano un piccolo oratorio. L'importanza che l'ordine raggiunse agli inizi del Settecento si riflette nella ricchezza della decorazione della chiesa, che coinvolse alcuni dei maggiori artisti attivi in città, quali Sigismondo Betti, Domenico Stagi, Giuseppe Zocchi, Ignazio Hugford e Pietro Marchesini. Con la soppressione leopoldina del 1783 passò in mani private fino al 1838, quando venne acquistata dagli Scolopi che ne fecero rimodernare la facciata da Leopoldo Pasqui (1843) e la tennero fino al 1866, annessa alle scuole in via Sant'Agostino 19. Destinata poi ad aula e palestra, fu saltuariamente adibita ad uso culturale. Attualmente (2025) sono in corso ingenti lavori di restauro, al termine dei quali dovrebbe essere affidata a un comitato di cittadini attivi in concerto con l'amministrazione comunale, creando un centro culturale e il primo museo rionale di Firenze, dedicato all'Oltrarno. |
|          | s.n. | Palazzo Baldovinetti            | Acquistato da Michele di Leonardo Dati nel 1545, l'edificio rimase alla famiglia fino al 1768. In questo palazzo abitò l'accademico della Crusca Carlo Roberto Dati (1619-1676), allievo di Galileo Galilei e di Evangelista Torricelli, amico di Francesco Redi e di artisti e scienziati spesso riuniti nelle sale di questa residenza a formare quella specie di Accademia nota col nome di Società Cuculiana (dal nome del vicino canto alla Coculia). Passato alla famiglia Baldovinetti, eredi dei Dati, il palazzo fu venduto nel 1890 da Giovanni Tolomei Baldovinetti a Tommaso Rosselli Del Turco (1858-1937). La facciata, lungo via dei Serragli, si presenta con caratteri tipicamente cinquecenteschi, con portone e finestre incorniciate da bozze in pietra serena. Più tardo è il balcone con balaustra in ferro battuto. |

### Tabernacoli

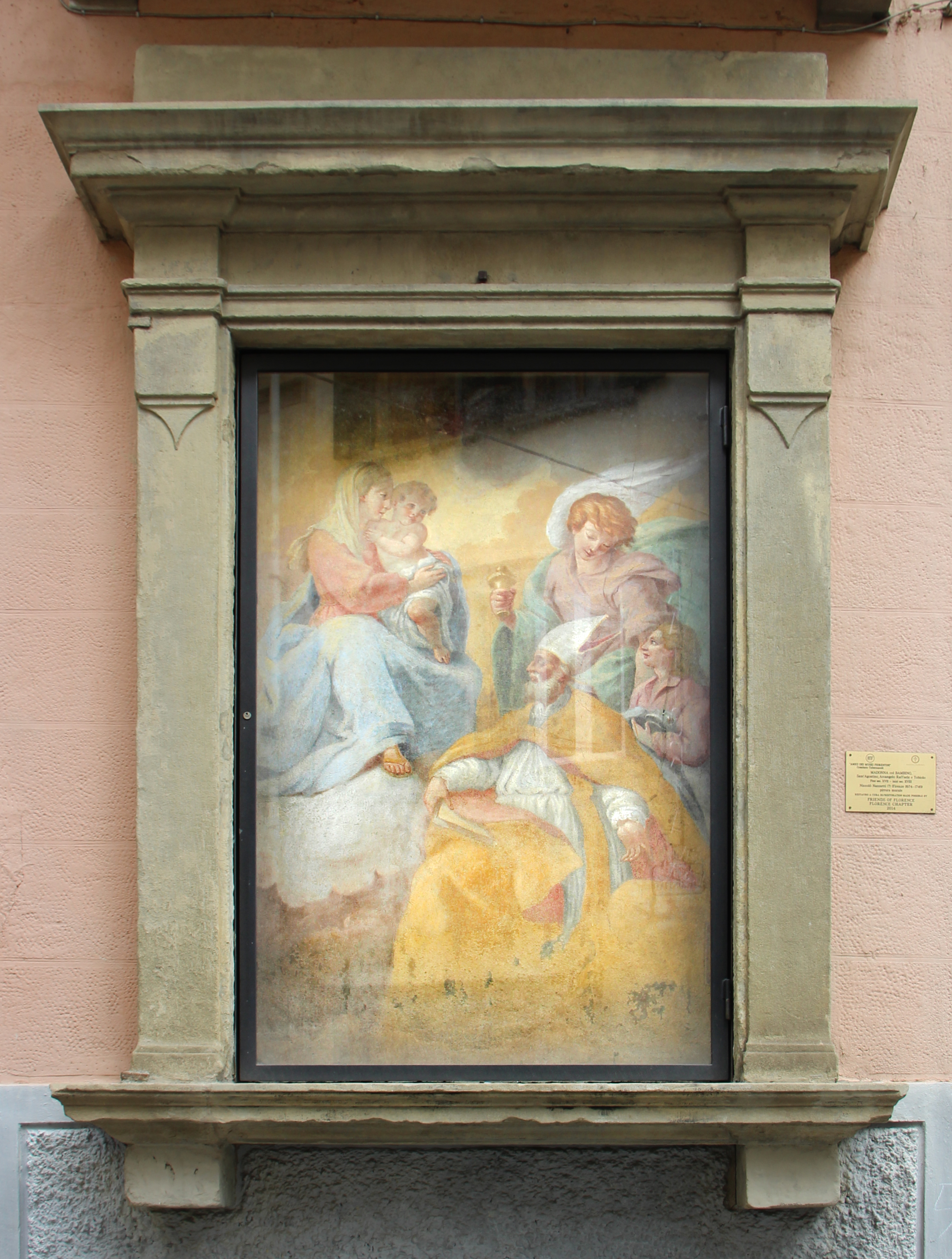
Il tabernacolo in angolo con via Sant'Agostino

All'incrocio con via Maffia esistono due grandi tabernacoli. Uno è dedicato a Sant'Agostino (lato nord) e uno alla Madonna (lato sud). Il primo, più in particolare, è di forma rettangolare (circa 165x105 cm) e contiene nella cornice in pietra un affresco della Madonna col Bambino tra i santi Agostino e Raffaele con Tobiolo, opera di Niccolò Nannetti del 1700-1710 circa, fatto dipingere dai frati Agostiniani di S. Spirito sull'angolo del muro che cingeva l'orto del loro convento. La presenza dei due santi si spiega appunto per la vicinanza al convento agostiniano  (Santo Spirito) e forse per il monastero dell'Arcangelo Raffaello in borgo San Frediano, ma l'arcangelo potrebbe anche essere stato il protettore di qualche donatore che si chiamava Raffaele o Raffaello, e inoltre era invocato come protettore di pellegrini e viandanti, che qui passavano numerosi dopo essere entrati da porta San Frediano. L'affresco, già oggetto di un intervento condotto dai fratelli Cesare e Lamberto Benini nel 1955 e del quale si lamentava il precario stato conservazione nella precedente redazione di questa scheda (2012), è stato restaurato nel 2014 (inaugurazione nel gennaio 2015) grazie al sostegno dall’associazione non profit Friends of Florence e la collaborazione del Comitato per il restauro e il decoro dei tabernacoli degli Amici dei Musei fiorentini (restauratori Bartolomeo Ciccone e Francesca Piccolino Boniforti, con Cristina Napolitano per l'intervento sull’edicola lapidea).
L'altro tabernacolo mostra, entro una cornice centinata, un altro affresco con la Madonna col Bambino tra i santi Agostino e Giovannino (circa 116x60 cm), santi legati ancora agli Agostiniani e al patronato su Firenze. L'opera è di scuola fiorentina della seconda metà del Cinquecento. L'opera è in mediocri condizioni di conservazione nonostante la protezione offerta da un vetro

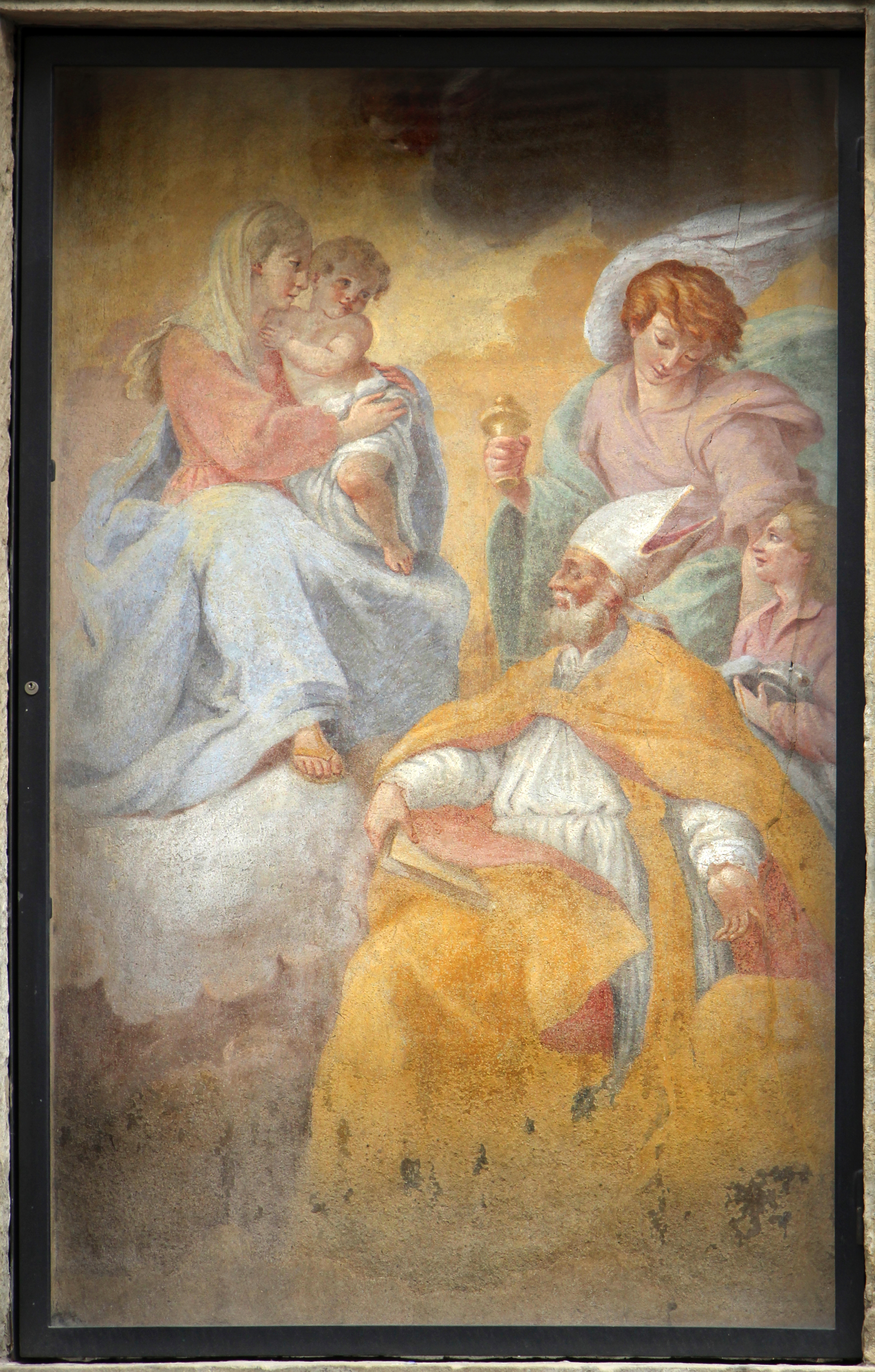
Tabernacolo di Sant'Agostino
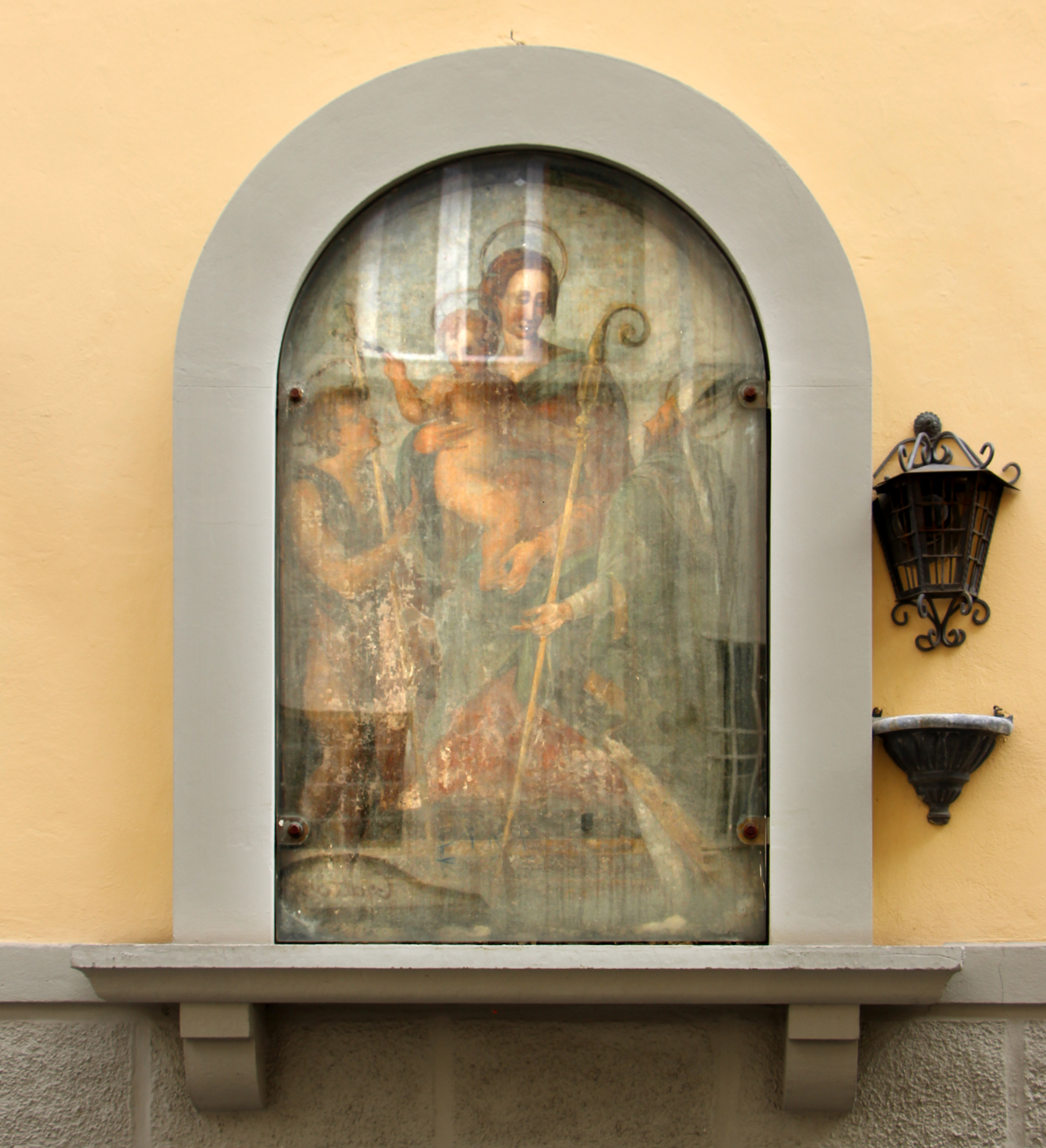
Tabernacolo della Madonna col Bambino
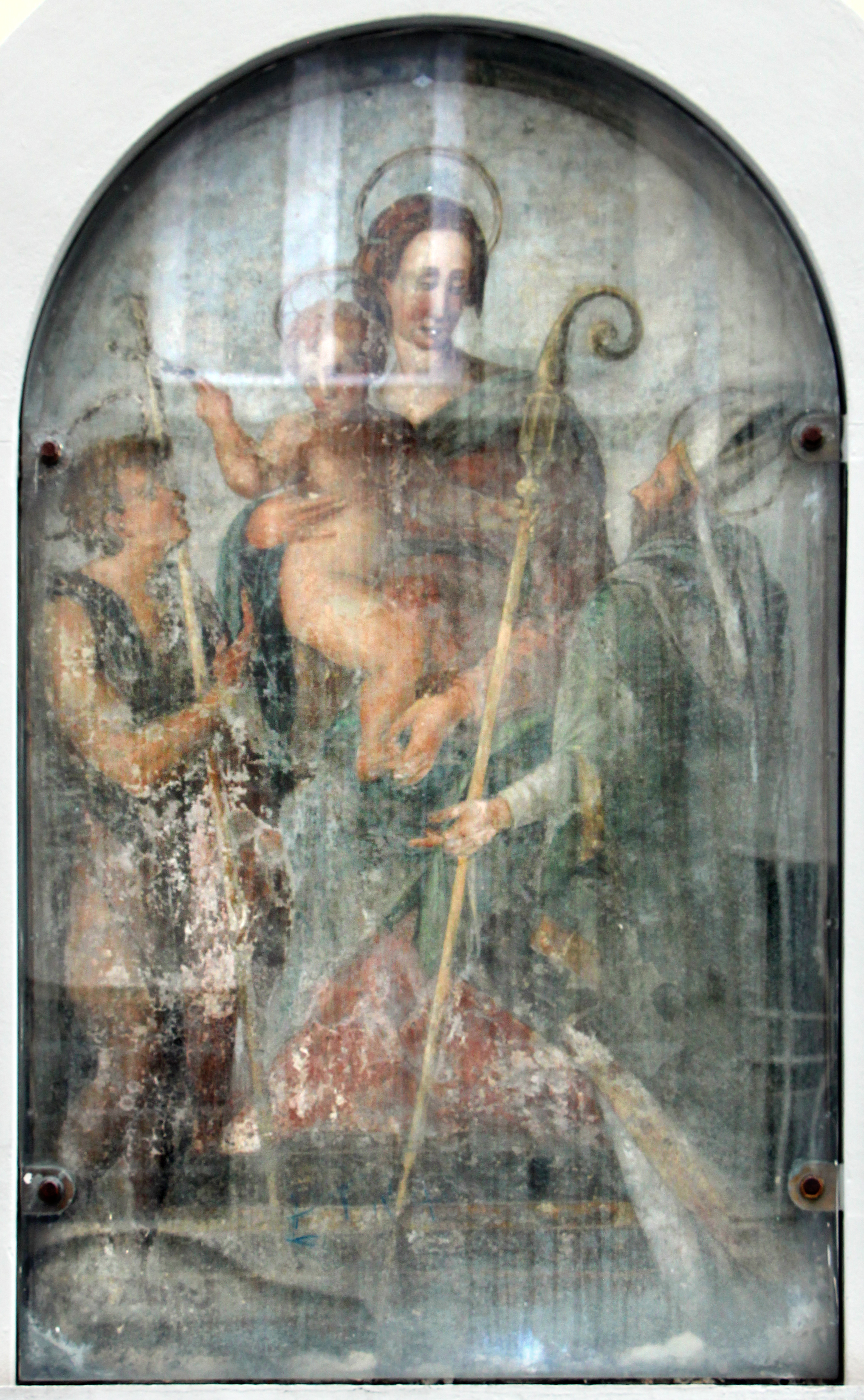
Tabernacolo della Madonna col Bambino

### Lapidi
Sul fronte del Collegio dei padri Scolopi di Santo Spirito è una lapide, posta nel 1930 dagli ex alunni, che ricorda l'attività delle Scuole pie fiorentine dal 1839 al 1878:
| NEL TERZO SECOLARE ANNIVERSARIO DALLA FONDAZIONE DELLE SCUOLE PIE FIORENTINE POSERO GLI ANTICHI ALVNNI ANNVENTE IL COMVNE, PERCHÉ DELLE BENEMERENZE DEI FIGLI DEL CALASANZIO CHE DAL MDCCCXXXVIIII AL MDCCCLXXVIII IMPARTIRONO QVI AI FIGLI DEL POPOLO L'ISTRVZIONE DELLA MENTE E L'EDVCAZIONE DEL CVORE DVRASSE NEI POSTERI LA MEMORIA · M · D · CCCC · XXX · |